# Candela Andújar
Candela Andújar Jiménez (Barberá del Vallés, Barcelona; 26 de marzo de 2000) es una futbolista española que juega como delantera centro o extrema derecha.

## Trayectoria

### Inicios
Nacida en la localidad de Barberá del Vallés de la Provincia de Barcelona, Candela comenzó su carrera a los 7 años como portera en el Barberá Andalucía jugando principalmente con niños. Luego de 4 años, consigue incorporarse en un equipo femenino al recalar en el C. E. Sant Gabriel, en donde pasó una temporada, esta vez se desempeñaba como centrocampista.

### F. C. Barcelona
Arriba en el Fútbol base del Fútbol Club Barcelona a principios de la temporada 2012-13, teniendo solo 12 años, tras ser descubierta por los ojeadores del club azulgrana quienes la descubrieron por sus actuaciones con la Selección de Cataluña Sub-12. En el Barça se desempeñó como lateral y como delantera, variando su posición a lo largo de todos los equipos formativos de la entidad culé.
Luego de marcar 11 goles en 12 partidos con el Barça "B" durante la temporada 2017-18, le llegan a destacar y eventualmente debutar en partido oficial con el primer equipo blaugrana a los 17 años, en un encuentro contra el Sevilla F. C. el 6 de diciembre de 2017. Durante la temporada 2019-20, Candela consigue mayor regularidad, participando de 15 encuentros de la Liga española, sin embargo, solo 2 de ellos partiendo como titular.
Durante junio de 2020, Andújar firmó una extensión de su contrato para seguir ligada al F. C. Barcelona por dos temporadas más, pasando a formar parte del primer equipo en su totalidad.

### Valencia C. F.
Tras una temporada con más participación en el Barça, se hace oficial su cesión por un año al Valencia C. F. el 29 de julio de 2021, con el fin de ganar más minutos. En uno de sus primeros partidos en noviembre de 2020, Candela entró en el segundo tiempo en el partido ante el Santa Teresa C. D. marcando un doblete para la victoria valenciana.
En el equipo de José Bargues consiguió una mayor notoriedad tomando un lugar protagónico con 30 partidos disputados y consiguiendo anotar 9 goles, por lo que el club blanquinegro extiende su cesión por otro año más. En la siguiente temporada, la 2021/22, volvió a ser una de las jugadoras con más participación del equipo (29 partidos en Liga), anotando cinco goles y repartiendo una asistencia. Al término del curso, anunció su retirada del fútbol con 22 años.

### Sporting F. C.
El 12 de enero de 2023, 6 meses después de haber retirado, Andújar sorprendió con su regreso a las canchas tras firmar un contrato por un año natural con el Sporting F. C. de la Primera División de Costa Rica.

## Selección nacional
Andújar fue convocada por primera vez a jugar para la Selección de España sub-16 en febrero de 2015, en un torneo de desarrollo. Fue miembro de las seleccionadas españolas sub-17 que consiguieron el subcampeonatos del Campeonato Europeo Sub-17 de la UEFA en 2016 y 2017, en donde Candela se consagraba en el once titular.
Andújar también fue una de las jugadoras clave en la selección sub-17 durante el Mundial Femenino Sub-17 de Jordania 2016. Al final del torneo, fue una de destacada entre las 10 jugadoras candidatas al Balón de Oro, sin embargo no consiguió llevárselo.
Posteriormente pasa a jugar con la selección sub-20 bajo las órdenes de Pedro López, quien la convoca para disputar la Copa Mundial Femenina de 2018 a disputar en Francia, donde nuevamente consiguen llegar a la final con Candela como titular, pero caen ante Japón. Ya en 2021, sus buenas prestaciones en el Valencia le valieron la citación de Jorge Vilda y el debut con la Selección Absoluta.

### Participaciones internacionales
| Competición                    | Equipo              | Sede            | Resultado     |
| ------------------------------ | ------------------- | --------------- | ------------- |
| Campeonato Europeo Sub-17 2016 | Selección de España | Bielorrusia     | Subcampeón    |
| Copa Mundial Sub-17 de 2016    | Selección de España | Jordania        | Tercer puesto |
| Campeonato Europeo Sub-17 2017 | Selección de España | República Checa | Subcampeón    |
| Copa Mundial Sub-20 de 2018    | Selección de España | Francia         | Subcampeón    |

## Clubes
| Equipo                        | País       | Año         |
| ----------------------------- | ---------- | ----------- |
| F. C. Barcelona (fútbol base) | España     | 2012 - 2016 |
| F. C. Barcelona "B"           | España     | 2016 - 2019 |
| F. C. Barcelona               | España     | 2017 - 2022 |
| Valencia C. F. (cesión)       | España     | 2020 - 2022 |
| Sporting F. C.                | Costa Rica | 2023-2024   |

## Estadísticas
| Club                     | Div.                | Temporada           | Liga  | Liga  | Copa  | Copa  | Continental | Continental | Total | Total |
| Club                     | Div.                | Temporada           | Part. | Goles | Part. | Goles | Part.       | Goles       | Part. | Goles |
| ------------------------ | ------------------- | ------------------- | ----- | ----- | ----- | ----- | ----------- | ----------- | ----- | ----- |
| F. C. Barcelona · España | 1ª                  | 2017-18             | 2     | 0     | -     | -     | -           | -           | 2     | 0     |
| F. C. Barcelona · España | 1ª                  | 2018-19             | 17    | 2     | 3     | 0     | 1           | 0           | 21    | 2     |
| F. C. Barcelona · España | 1ª                  | 2019-20             | 15    | 0     | 2     | 1     | 4           | 0           | 21    | 1     |
| F. C. Barcelona · España | Total               | Total               | 34    | 2     | 5     | 1     | 5           | 0           | 44    | 3     |
| Valencia C. F. · España  | 1ª                  | 2020-21             | 30    | 9     | -     | -     | -           | -           | 30    | 9     |
| Valencia C. F. · España  | 1ª                  | 2021-22             | 29    | 5     | 2     | 0     | -           | -           | 31    | 5     |
| Valencia C. F. · España  | Total               | Total               | 59    | 14    | 2     | 0     | -           | -           | 61    | 14    |
| Total en su carrera      | Total en su carrera | Total en su carrera | 93    | 16    | 7     | 1     | 5           | 0           | 105   | 17    |

## Palmarés

### Títulos nacionales
| Título                     | Equipo              | País       | Año  |
| -------------------------- | ------------------- | ---------- | ---- |
| Segunda División de España | F. C. Barcelona "B" | España     | 2017 |
| Segunda División de España | F. C. Barcelona "B" | España     | 2018 |
| Supercopa de España        | F. C. Barcelona     | España     | 2020 |
| Primera División de España | F. C. Barcelona     | España     | 2020 |
| Copa de la Reina           | F. C. Barcelona     | España     | 2020 |
| Supercopa de Costa Rica    | Sporting F. C.      | Costa Rica | 2022 |